# Richard Thomas Lowe
Richard Thomas Lowe (1802 – 1874) è stato uno scienziato, botanico e zoologo britannico.

## Biografia
Nel campo della zoologia era particolarmente attivo come ittiologo e malacologo. Inoltre, Lowe era anche un prete della chiesa anglicana. Nel 1825 si laureò al Christ's College di Cambridge e nello stesso anno prese gli ordini sacri. Nel 1832 divenne ecclesiastico nelle Isole di Madeira, dove svolse anche l'attività di naturalista a tempo parziale, studiando a fondo la flora e la fauna locali, scrivendo inoltre un libro sulla flora appartenente all'isola. Morì nel 1874 quando la nave su cui si trovava naufragò al largo delle isole Scilly.